# Sobre los judíos y sus mentiras

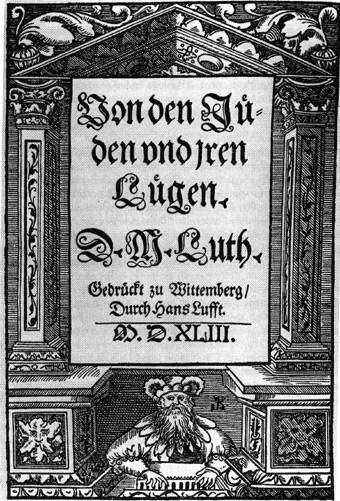
Página del título de Martín Lutero Sobre los judíos y sus mentiras. Wittenberg, 1543

Sobre los judíos y sus mentiras (alemán: Von den Jüden und iren Lügen; en ortografía moderna Von den Juden und ihren Lügen) es un tratado de 65 000 palabras escrito en 1543 por Martín Lutero, líder de la Reforma Protestante y fundador del Cristianismo Protestante Histórico.
La actitud de Lutero hacia los judíos tomó diversas facetas a lo largo de su vida. En su periodo más inicial, previo a 1537 o no mucho antes, intentó convertir a los judíos al Luteranismo (cristianismo protestante), pero no logró convencerlos. Posteriormente, en especial cuando escribió este tratado, los difamó y alentó a que fueran perseguidos.
En este polémico tratado, declaró que las escuelas (yeshivá) y sinagogas judías debían ser quemadas, que sus libros de oración (sidur) debían ser destruidos, prohibir que los rabinos predicasen, incendiar sus hogares, y confiscar sus ingresos y propiedades. No se debe mostrar compasión ni bondad hacia ellos, no se les deben brindar protección legal y «estos venenosos gusanos envenenados» tendrían que ser enviados a trabajos forzados o ser expulsados para siempre. También se presencia la justificación de su asesinato, escribiendo: «[Tenemos] la culpa de no matarlos».

## Contenido
En el tratado, Lutero describe a los judíos como «la base de la prostitución popular, es decir, no son el pueblo de Dios, y se jactan de su linaje, circuncisión, y por ley, deben ser considerados como inmundicia». También escribió que la sinagoga era una «puta incorregible y una malvada ramera».
En las primeras diez secciones del tratado, Lutero expone, con considerable extensión,  sus visiones sobre los judíos y el judaísmo, y cómo estos se  comparan con la fe protestante y sus seguidores. Tras la exposición, la Sección XI del tratado aconseja a los protestantes llevar a cabo 7 acciones correctoras. Estas son:
1. Incendiar las escuelas y sinagogas judías, y advertir a la gente sobre su presencia;
2. No permitir que los judíos sean propietarios de casas de cristianos;
3. Remover las escrituras religiosas judías;
4. Negarle a los rabinos el derecho de predicar;
5. No ofrecer protección a los judíos en las carreteras;
6. Para que se prohíba la usura, deben eliminarse el oro y la plata, permaneciendo bajo custodia, y que esta sea devuelta a los judíos realmente conversos;
7. A los judíos jóvenes y fuertes se deben de proveer azotes, hachas, palas y husos, a fin de que puedan ganar el pan con el sudor de su frente.[8]

## Evolución de la visión hacia los Judíos

### Iglesia medieval y los judíos
En los inicios de su vida, Lutero había argumentado que a los judíos se les había impedido convertirse al cristianismo mediante la proclamación de lo que él creía que era un evangelio impuro de la Iglesia católica, y creía que  podrían responder favorablemente al mensaje evangélico, si se presentaba hacia ellos de forma cordial. Expresó su preocupación por las malas condiciones en las que se les obligó a vivir, e insistió en que cualquier individuo que negara que Jesús había nacido como judío, estaba cometiendo herejía.
El primer comentario conocido de Lutero sobre los judíos es en una carta escrita hacia el Reverendo George Spalatin en 1514:

La conversión de los judíos será únicamente obra de Dios, operando desde adentro, y no del hombre trabajando — o quizás divirtiéndose — desde afuera. Si se eliminan estas ofensas, seguirán peores. Por ello son entregados a la ira de Dios a su reprobación, llegando a ser incorregibles, como dice el Eclesiastés, porque todo aquel que es incorregible, se torna peor que mejor por medio de la redención.

En 1519, Lutero desafió la doctrina Servitus Judaeorum (‘Servidumbre de los Judíos’), establecido en el Corpus Juris Civilis por el emperador Justiniano I en 529. Escribió: «Los teólogos absurdos defienden el odio hacia los judíos. (...) ¿Qué judío aceptaría ingresar en nuestras filas, cuando presencian la crueldad y enemistad que nosotros les causamos—que en nuestro comportamiento hacia ellos nos parecemos menos a los cristianos que a las bestias?»
En su comentario en el Magníficat, Lutero critica el énfasis que el judaísmo toma hacia la Torá, los primeros cinco libros del Antiguo Testamento. Afirma que  «se comprometieron a cumplir la ley por su propia fuerza, y no aprendieron de ella su estado necesitado y maldito». Sin embargo, concluyó que la gracia de Dios continuará eternamente para los judíos como descendientes de Abraham, ya que pueden llegar a ser cristianos. «Nosotros deberíamos (...) no tratar a los judíos con un espíritu tan poco amable, ya que dentro de ellos puede haber futuros cristianos».
En su ensayo de 1523, Que Jesucristo nació como Judío, Lutero condenó el trato inhumano hacia los judíos e instó a los cristianos a tratarlos de forma amable. El ferviente deseo de Lutero era que los judíos podrían escuchar la clara llamada del Evangelio, y se convencieran de convertirse al cristianismo. Por ello argumentó:

Si yo hubiera sido  judío y hubiera visto a tales bobos e incompetentes gobernando y predicando la fe de Dios, hubiera preferido convertirme en  cerdo antes que ser un cristiano. Estos han tratado a los judíos más como a perros que como a seres humanos; han hecho poco más que ridiculizarlos y apoderarse de sus propiedades. Cuando los judíos son bautizados, no se les presenta nada de la doctrina o vida cristiana (...) Si los apóstoles, quienes también eran judíos, nos hubieran tratado a los gentiles de la misma forma que nosotros tratamos a los judíos,  seguro que no habría ningún cristiano entre nosotros (...) Cuando nos inclinamos a jactarnos de nuestra posición [como cristianos], debemos recordar que no somos más que gentiles, mientras que los judíos son parte del linaje de Cristo. Nosotros somos extranjeros y suegros; ellos son parientes consanguíneos, primos y hermanos de nuestro Señor. Por lo tanto, si uno va a jactarse de carne y hueso, los judíos están realmente más cerca de Cristo que nosotros (...) Si realmente queremos ayudarles, debemos guiarnos en nuestro trato con ellos no mediante la ley papal, sino por la ley del amor cristiano. Debemos recibirlos y permitirles comerciar y trabajar con nosotros, para que tengan la ocasión y oportunidad de asociarse con nosotros, escuchar nuestras enseñanzas cristianas, y ser testigos de nuestra vida cristiana. Si alguno de ellos se resistiere, ¿qué ocurre? Después de todo, no todos nosotros somos buenos cristianos.

### Antisemitismo
En agosto de 1536, el príncipe de Lutero, Juan Federico I de Sajonia, emitió la orden de prohibir la residencia, comercio, o prevalencia de judíos en su reino. Un rabino de origen alsaciano llamado Josel de Rosheim, le pidió al reformista Wolfgang Capito, que se acercara a Lutero para obtener una audiencia con el príncipe, pero Lutero rechazó toda intercesión. En respuesta a Josel, Lutero se refirió a sus infructuosos intentos de convertir a los judíos: «(...) De buena gana haría lo mejor por tu pueblo, pero no contribuiré a tu obstinación [judía] con mis propias acciones de bondad. Tienes que encontrar otro intermediario para mi buen señor». El historiador Heiko Oberman señala que este evento es significativo en la actitud de Lutero hacia los judíos: «Incluso hasta el día de hoy, este rechazo a menudo se considera como el punto de inflexión decisivo en la carrera de Lutero, desde la amistad hasta la hostilidad hacia los judíos»; sin embargo, Oberman sostiene que Lutero habría negado cualquier «punto de inflexión». Más bien, sintió que los judíos debían ser tratados de «forma amistosa» para evitar colocar obstáculos innecesarios en su camino hacia la conversión cristiana, una preocupación genuina de Lutero.
El historiador católico Paul Johnson escribió: «Lutero no estaba conforme con el abuso verbal. Incluso antes de que  escribiera su panfleto antisemita, logró expulsar a los judíos de Sajonia en 1537, y en la década de 1540 lo hizo también en numerosas ciudades alemanas; e intentó sin éxito que el elector los expulsara de Brandemburgo en 1543.»
El erudito judío Michael Berenbaum escribió que la dependencia de Lutero hacia la Biblia como fuente única de la autoridad cristiana, hizo que alimentara su posterior furia hacia los judíos por el rechazo de estos hacia Jesús como el Mesías. Para Lutero, la salvación dependía de la creencia de que Jesús era el Hijo  de Dios, creencia que los judíos no comparten. Graham Noble escribió que Lutero quería salvar a los judíos, en sus propios términos, no exterminarlos, pero bajo su aparente racionalidad había una ''intolerancia mordaz», lo que producía ''demandas cada vez más furiosas hacia la conversión hacia su propia rama del cristianismo». (Noble, 1-2) Cuándo los judíos se negaban a convertirse, Lutero los atacaba.

## Historia desde su publicación
La opinión académica prevaleciente desde la Segunda Guerra Mundial es que el tratado ejerció una importante y persistente influencia en la actitud de Alemania hacia sus compatriotas judíos durante los siglos que abarcó el período de la Reforma protestante y el Holocausto. Cuatro siglos después de su redacción, el Partido Nacionalsocialista exhibió Sobre los judíos y sus mentiras durante los Congresos de Núremberg, y la ciudad de Núremberg presentó una primera edición hacia Julius Streicher, editor del periódico nazi Der Stürmer, en el que Streicher describe su primer encuentro con el tratado, en 1937, como uno de los tratados antisemitas más radicales que se hayan publicado. En contra de esta opinión, el teólogo Johannes Wallmann escribió que el tratado no tuvo ninguna continuidad en Alemania y que, de hecho, fue ignorado durante los siglos XVIII y XIX. Hans Hillerbrand argumenta que centrarse en el rol de Lutero en el desarrollo del antisemitismo alemán es subestimar las «peculiaridades más grandes de la historia alemana».
Desde la década de 1980, algunos cuerpos de la Iglesia luterana se han denunciado formalmente y se han disociado del desprecio de Lutero hacia los judíos. En noviembre de 1998, en el 60.º aniversario de la noche de los cristales rotos, la Iglesia evangélica Luterana de Baviera emitió la siguiente declaración: «Es imperativo para la Iglesia Luterana, la cual conoce el legado de la obra y tradición de Martín Lutero, tomarse también sus declaraciones antijudías de forma seria, para reconocer su función teológica, y reflejar sus consecuencias. Por ello, debe distanciarse de [toda expresión] antijudía dentro de la teología luterana».